# Country Squire Lakes
Country Squire Lakes es un lugar designado por el censo ubicado en el condado de Jennings en el estado estadounidense de Indiana. En el Censo de 2010 tenía una población de 3571 habitantes y una densidad poblacional de 510,47 personas por km².

## Geografía
Country Squire Lakes se encuentra ubicado en las coordenadas 39°2′17″N 85°41′7″O / 39.03806, -85.68528. Según la Oficina del Censo de los Estados Unidos, Country Squire Lakes tiene una superficie total de 7 km², de la cual 6.64 km² corresponden a tierra firme y (5.15%) 0.36 km² es agua.

## Demografía
Según el censo de 2010, había 3571 personas residiendo en Country Squire Lakes. La densidad de población era de 510,47 hab./km². De los 3571 habitantes, Country Squire Lakes estaba compuesto por el 92.97% blancos, el 1.23% eran afroamericanos, el 0.08% eran amerindios, el 0.22% eran asiáticos, el 0% eran isleños del Pacífico, el 3.28% eran de otras razas y el 2.21% pertenecían a dos o más razas. Del total de la población el 5.4% eran hispanos o latinos de cualquier raza.